# 商朝疆域
商代的政治地理架构可以分为王邑、王畿、王疆、归服区、联盟区和影响区六个层次。
“王邑”即甲骨文中的大邑商，其控制地域大约是北起沙丘、南到朝歌，西到太行山，东到古黄河的地区，是商王直接管理的地区，类似后世的京畿直辖区。这一范围内，很可能是由三公、多尹直接管理，是商王的主要活动区。
“王畿”北起河北曲阳、定州，南到柘城、鲁山，西至太行山，东跨古黄河两岸，是商王直接控制区，类似后世的“直隶”。这一区域由商王朝的各级内服官员管理，是商王朝的中心区域。
“王疆”是在王畿基础上向外延伸300里左右，是商王朝军事力量所能有效控制的地区，是商人的实际控制区，也是商人的实际政治疆域。这一区域大致北至河北涿州、北京地区，南到河南柘城、鲁山，西到山西汾水流域，东到山东淄博、枣庄、江苏徐州地区。这一地区的边缘会因为地形、自然环境、商王朝的经营策略等因素影响而前后推移，但总体说来，变化不会太大。商人在这一区域内分封大量诸侯国，使之与周边的方国犬牙交错，分封建国，以藩屏商。
“归服区”是商人势力与方国势力交错分布的地区，其大致范围北可到燕山南麓，河北唐山地区、北京昌平张营遗址、平谷刘家河墓地，即在这一区域的边缘；向南可达汉水上游、武汉地区；向西可达渭河平原及其以北的黄河沿岸；向东达潍河流域。商人在这一区域的统治政策具有三重特征，一是保持军事威慑，维持方国的归服；二是加强文化控制，尤其是对方国上层的文化灌输；三是在这一区域内建立大量封国和王朝控制的武装据点，既巩固商人势力在这一地区的存在，威慑方国归服，又为中心地区建立一个缓冲区。商人在这一范围内的势力分布非常不平均，许多方向上只是点式分布，但在有的地区则可以延伸很远，建立相对成片的统治区域。商人在这一区域的存在具有不稳定性，商王朝主要依靠对归服方国的控制达到统治目的。
“联盟区”是商人在归服区外围，军事力量难以达到的地方，商人通过与周围方国建立联盟关系维护这一地区的稳定。这一地区的范围很难确定，其中有许多地方相互重合和互相转化，商人的政治影响主要依靠经济、文化手段，军事威慑处于十分次要的地位。
“影响区”实际上已经不属于政治疆域构架的范畴，而是文化传播的问题。但文化传播实际是以政治、经济、文化综合实力为后盾，也是认识商王朝的重要方面，这一区域几乎可以覆盖中国东部大部分地区，甚至包括越南，具有非常广泛的分布空间。
1. ↑  宋镇豪; 王宇信，徐义华. . 中国社会科学出版社. 2011. ISBN 9787500489238.